# Mixér

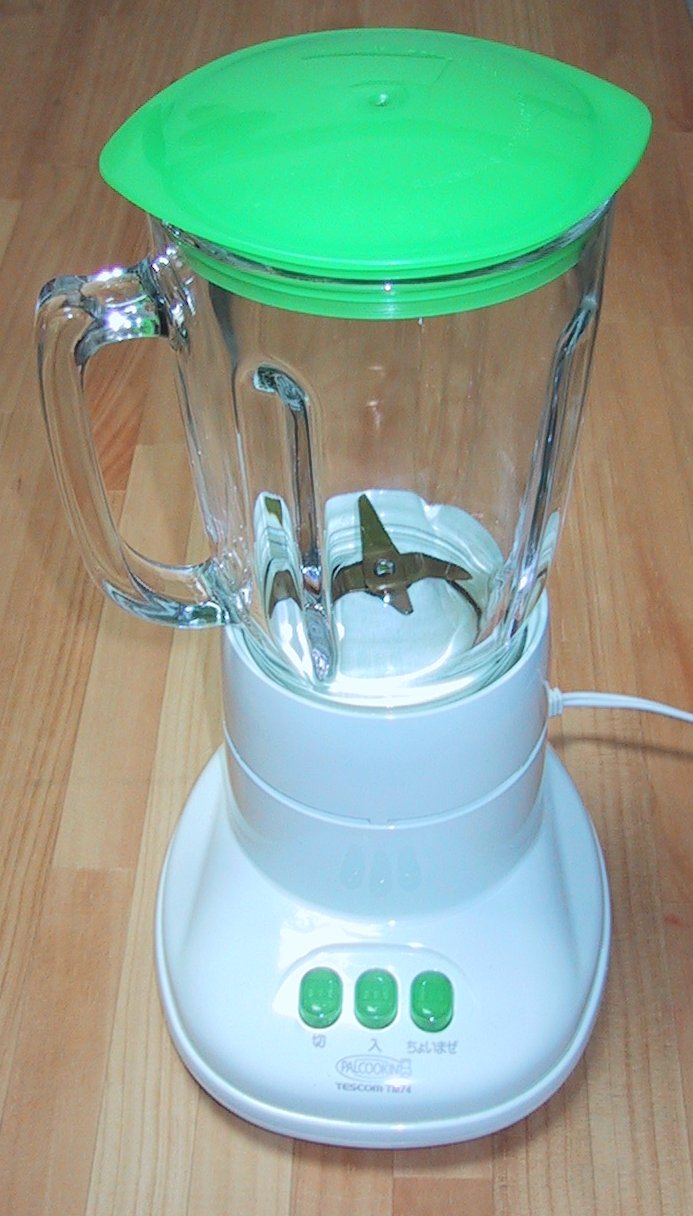
Stolní mixér

Mixér je elektrický kuchyňský přístroj, který slouží k mixování potravin. Používá se k tvorbě pyré z ovoce, zeleniny, šlehání a mixování potravin a tekutin, hnětení těsta či drcení ledu. Skládá se z nerezových sekacích nožů či šlehací metly, které pohání elektrický motor. Ten je umístěn v plastovém krytu, na němž se nacházejí ovládací tlačítka. K mixérům se přikládá plastová či skleněná nádoba, do níž se vkládá mixovaná potravina. Mixéry se rozlišují dle konstrukce, účelu, objemu nádoby, výkonu přístroje a počtu rychlostí. Mixér v roce 1922 vynalezl Stephen Poplawski.

## Typy
- Tyčové mixéry slouží k sekání, šlehání, drcení ledu a míchání potravin. Přístroj je vybaven noži k sekání, často je k němu přiložena výměnná šlehací metla a vhodná nádoba.
- Ruční mixéry (též šlehače) slouží především ke šlehání, jsou vybaveny šlehací metlou. Příslušenství může obsahovat vhodnou nádobu a hnětací háky například k přípravě těst.
- Stolní mixéry jsou určeny k sekání, šlehání či hnětení.
- Mixéry na smoothie jsou druh stolního mixéru. Jsou určeny pro přípravu nápojů z ovoce a zeleniny. Potraviny rozmixují jemněji. Mixovací nádobu lze odejmout a použít jako láhev na pití.
- Drtiče a sekáčky slouží k nasekání cibule, bylinek či masa.